# 李杰 (1937年)
李杰（1937年11月—2021年1月9日），云南鹤庆人，中华人民共和国军事人物，中国人民解放军少将。1953年5月入伍，1955年3月加入中国共产党。曾任昆明军区后勤部政治部主任、云南省军区副政治委员等职，1993年2月—1996年12月，任云南省军区政治委员。